# Luigi di Canossa
Luigi di Canossa (Verona, 20 de abril de 1809 - Verona, 12 de março de 1900) foi um cardeal da Igreja Romana e bispo da Diocese de Verona .

## Biografia
Luigi di Canossa veio da família nobre italiana Canossa. Seus pais eram Bonifacio di Canossa e Francesca de'Castiglioni. Frequentou a escola primária em Verona. Em 25 de março de 1837, ingressou na ordem dos jesuítas e dois anos depois, em 1839, fez os votos. Após a sua ordenação, ocorrida em Modena em 1841, trabalhou como conferencista nos seminários jesuítas, mas também foi responsável como pregador em várias cidades italianas. Mais recentemente, tornou-se chefe do seminário em Reggio nell'Emilia.
Em 1847, após uma doença, deixou a ordem jesuíta com permissão. Di Canossa foi incardinado na diocese de Verona e em 1857 nomeado cônego da Catedral de Verona. Ele também administrou a biblioteca diocesana. Em 24 de agosto de 1861, di Canossa foi nomeado embaixador de sua diocese junto ao imperador Francisco José I da Áustria.
Apenas um mês depois, em 30 de setembro de 1861, di Canossa foi nomeado Bispo da Diocese de Verona. Foi consagrado bispo em 23 de janeiro de 1862 por Benedetto Riccabona de Reinchenfels, então bispo de Trento; Os co-consagradores foram Manfredo Giovanni Battista Bellati, Bispo de Ceneda, e Giovanni Corti, Bispo de Mântua. Em 1868, o Bispo di Canossa participou do Concílio Vaticano I. Imediatamente depois, di Canossa seria nomeado arcebispo de Bolonha, mas recusou sua transferência por causa de seus laços com Verona.
No Primeiro Consistório Ordinário Público de 1877, o Papa Pio IX o fez como Cardeal-presbítero de São Marcelo em 20 de março do mesmo ano. Um ano depois, di Canossa estava entre os participantes do Conclave de 1878 em que foi eleito o Papa Leão XIII.
Após um derrame sofrido pelo Cardeal di Canossa em 1891, ele teve que limitar severamente suas atividades pastorais. De julho de 1899 até sua morte, oito meses depois, di Canossa foi o cardeal vivo mais velho da Igreja.
Luigi Cardinal di Canossa morreu pouco antes de completar 91 anos. Hoje ele está enterrado na igreja de San Zeno Maggiore em Verona.